# Municipio de Jordan (Minnesota)
El municipio de Jordan (en inglés: Jordan Township) es un municipio ubicado en el condado de Fillmore en el estado estadounidense de Minnesota. En el año 2010 tenía una población de 352 habitantes y una densidad poblacional de 3,77 personas por km².

## Geografía
El municipio de Jordan se encuentra ubicado en las coordenadas 43°48′16″N 92°16′9″O / 43.80444, -92.26917. Según la Oficina del Censo de los Estados Unidos, el municipio tiene una superficie total de 93.28 km², de la cual 93,28 km² corresponden a tierra firme y (0 %) 0 km² es agua.

## Demografía
Según el censo de 2010, había 352 personas residiendo en el municipio de Jordan. La densidad de población era de 3,77 hab./km². De los 352 habitantes, el municipio de Jordan estaba compuesto por el 96,02 % blancos, el 0,28 % eran afroamericanos, el 0,28 % eran asiáticos, el 1,42 % eran de otras razas y el 1,99 % eran de una mezcla de razas. Del total de la población el 2,27 % eran hispanos o latinos de cualquier raza.